# نجد (غزة)

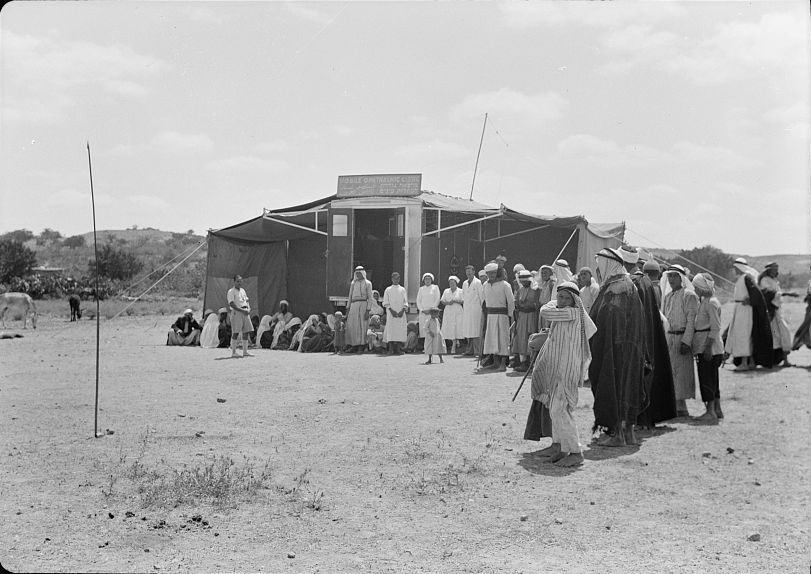
نجد عام 1939

نجد هي قرية فلسطينية تقع 14 كيلومتراً (8.7 ميل) إلى الشمال الشرقي من مدينة غزة. وجنوبي غرب برير وشرقي بيت حانون، ترتبط بالقرى المجاورة بطرق ثانوية تؤدي إلى الطريق الرئيسة للسهل الساحلي ومن ثم إلى مدينة غزة مركز القضاء. وتعد قرية سمسم أقرب القرى العربية إلى قرية نجد، اذ لا تتجاوز المسافة بين القريتين كيلومتراً واحداً.
في عهد الانتداب البريطاني في فلسطين، حضر الأطفال من المدرسة نجد في القرية القريبة من سمسم. يوم 13 مايو عام 1948، احتلت نجد لدى لواء النقب كجزء من عملية باراك، وطردوا أهل القرية وهربوا إلى غزة.

## التاريخ
نشأت قرية نجد على مرتفع من الأرض يزيد على 50م عن سطح البحر. ويمر بطرفها الغربي وادي الخربة أحد روافد وادي الحسي. ويعني اسم القرية ما ارتفع من الأرض نجد المرتفعة قليلاً عما جاورها من أراض منبسطة هي جزء من السهل الساحلي الجنوبي لفلسطين. وقد بلغت مساحة القرية في أواخر عهد الانتداب البريطاني نحو 26 دونماً، وكان عدد مبانيها ضئيلاً. واتجه نموها العمراني نحو الشمال الغربي بصفة عامة.
تبلغ مساحة الأراضي التابعة للقرية نحو 13,576 دونماً منها 264 دونماً للطرق والأودية. وتمتد أراضيها بين أراضي سمسم وهوج وبرير ودمرة وبيت حانون. وتحيط الأراضي الزراعية بقرية نجد من جميع الجهات تقريباً وتضم بساتين الفواكه وحقول الحبوب. وتتركز زراعة الحمضيات في الجهات الشمالية والشمالية الشرقية من القرية حيث تتوفر مياه الآبار وفي قيعان الأودية التي تخترق أراضيها. وتحيط بالقرية مجموعة من الخرائب الأثرية التي تدل على أن المنطقة كانت في الماضي عامرة بالسكان. ومن بين هذه الخرائب خربة نجد الواقعة جنوبي القرية.
ازداد عدد سكان قرية نجد من 305 نسمة عام 1922 إلى 620 نسمة عام 1945. وكانت غالبية هؤلاء السكان العرب تعمل في الزراعة وتربية المواشي. وقد طردوا من قريتهم في هجرة قسرية إلى قطاع غزة بعد أن اغتصبها اليهود ودمروها في أواخر عام 1948. ثم أقاموا على أراضيها عدداً من مستعمراتهم منها مستعمرة «أبيم» ومستعمرة «سديروت».